# إيلينا بيلو
إيلينا بيلو (من مواليد 18 يناير 1997) هي عداءة إيطالية مسافات متوسطة متخصصة في سباق 800 متر، أفضل نتيجة لها على المستوى الدولي حصولها على المركز الثاني في بطولة الفرق الأوروبية 2021 في سيليزيا. فازت بخمس الألقاب الوطنية على مستوى الكبار. تنافست في الألعاب الأولمبية الصيفية 2020، في 800 متر.